# Фаррингтон, Кейтлин
Кейтлин Фаррингтон (англ. Kaitlyn Farrington; 18 декабря 1989 года, Хейли, штат Айдахо, США) — американская сноубордистка, выступающая в хафпайпе.
- Олимпийская чемпионка в хафпайпе (2014).[2];
- Чемпионка Европейских X-Games 2010 в суперпайпе;
- Серебряный призёр Зимних X-Games 2011 в суперпайпе;
- Серебряный призёр Чемпионата мира среди юниоров в хафпайпе (2008);
- Бронзовый призёр этапа Кубка мира в хафпайпе.

## Видео
- Попытка чемпионки в хафпайпе.